# Submarines a pleno sol
Submarines a pleno sol es el segundo álbum de estudio de la banda de pop punk española Los Nikis, de 1987.

## Descripción
Publicado en 1987, Submarines a pleno sol supone una continuación en cuanto a estilo de su primer álbum, Marines a pleno sol (1986). Brutus, el tema que abre el disco, se lanzó como sencillo y tuvo buena acogida en los medios, entrando en las listas de Los 40 principales el 4 de julio de 1987 donde permaneció cinco semanas llegando al puesto 12 del ranking.
El álbum incluye, además, una versión del tema I’ll be your mirror de Lou Reed con el título de Yo soy tu sombra y del tema Amante bandido de Miguel Bosé.

## Lista de canciones
| N.º | Título                                                              | Duración |  |
| 1.  | «Brutus» (Joaquín Rodríguez Fernández)                              | 2:49     |  |
| 2.  | «La increíble historia del camarada Vladimir» (Arturo Pérez Medina) | 2:05     |  |
| 3.  | «Maldito cumpleaños» (Joaquín Rodríguez Fernández)                  | 3:37     |  |
| 4.  | «La chica indigerible» (Joaquín Rodríguez Fernández)                | 2:26     |  |
| 5.  | «Bandido» (Aldrigetti, Ameli, Iaboca, Cosua)                        | 2:28     |  |
| 6.  | «Las Redes De Kirchoff» (Joaquín Rodríguez Fernández)               | 2:37     |  |
| 7.  | «Yo soy tu sombra» (Lou Reed)                                       | 2:06     |  |
| 8.  | «París - Dakar» (Joaquín Rodríguez Fernández)                       | 2:22     |  |